# Poštovní známky a dějiny pošty na Barbadosu

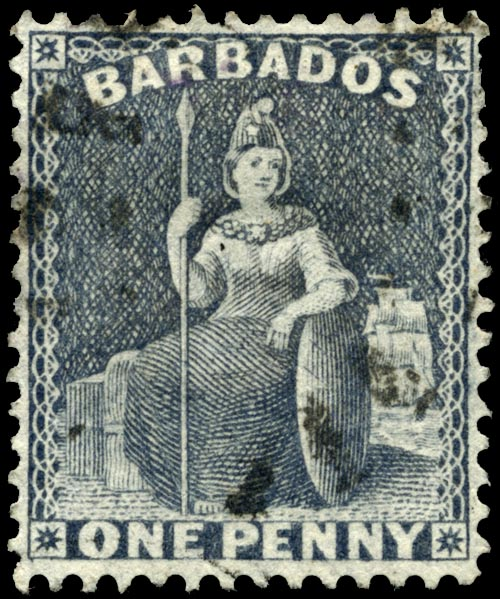
Poštovní známka koloniálního typu v hodnotě 1 penny, 1875

Vlastní poštovní známky se na Barbadosu začaly vydávat v roce 1852. Od roku 1967 je Barbados členem Světové poštovní unie. Poštovní služby v zemi poskytuje Barbados Postal Service.

## Dějiny pošty

### Počátky
Potřeba vytvořit na ostrově poštovní služby vznikla během evropské kolonizace ostrova. Prvními Evropany, kteří na ostrov dorazili, byli pravděpodobně Portugalci, jež na ostrov připluli kolem roku 1500. V roce 1605 na ostrově přistál Olave Leigh a ostrov prohlásil za majetek krále Jakuba I. První skupina anglických osadníků čítající přibližně 30 lidí se na ostrově usadila v roce 1624. Od té doby na ostrov přicházeli další osadníci a kolem roku 1650 žilo na ostrově přibližně 20000 lidí.
Za vlády Karla II. v roce 1663 založila britská pošta v Bridgetownu společnost na přepravu balíků. Agentura se nejdříve při přepravě pošty spoléhala na náhodně připlouvající lodě. V roce 1702 Edmund Dummer otevřel pravidelnou trasu z Falmouthu, jež v roce 1705 byla přesunuta do Plymouthu. Zpáteční cesta trvala tři až čtyři měsíce. Tato poštovní služba skončila v roce 1711, kdy Dummer zkrachoval. Během devíti předchozích let Dammer na moři ztratil dvě lodi a dalších sedm zajali Španělé. V roce 1711 mu věřitelé zabrali jeho sedm zbylých plavidel. Až do roku 1745 byla pošta opět závislá na náhodně připlouvajících lodích.
Poštovní známky se na poštovních zásilkách z Barbadosu poprvé objevily v 60. letech 17. století. V té době bylo na známkách napsáno jméno kolonie Barbadoes. Toto hláskování jejího názvu se používalo až do roku 1850. Až do 1. srpna 1851 byla za poštovní služby na ostrově zodpovědná britská pošta. Od 1. srpna 1851 se dostala pod správu barbadoského zákonodárného sboru. Britové pokračovali v provozování agentury pro přepravu zámořské pošty až do roku 1858. V letech 1851 až 1858 tak na ostrově fungovaly dvě samostatné poštovní služby. Na rozdíl od jiných britských kolonií na Barbadosu nebyly nikdy v oběhu britské poštovní známky.
Poštovní sazby byly stanoveny na cenu jednoho centu za půl unce. Zasílání novin vydávaných na Barbadosu bylo zdarma. Za přepravu dalšího tištěného materiálu bylo účtováno půl penny. Cena zasílání dopisů do Velké Británie byla šest pencí za půl unce. Přeposílání dopisů na jiné ostrovy Západní Indie bylo za čtyři pence a jeden cent.

## Poštovní známky

### První známky
Aby se ušetřilo za náklady na výrobu tiskařských desek, byla objednávka tisku barbadoských známek v Londýně spojena s objednávkami pro Mauricius a Trinidad. Známky těchto kolonií měly stejný vzhled. Byla na nich vyobrazena Sedící Britannia s alegorickým obrazem Britannie, ale lišily se textem. Design těchto známek koloniálního typu vycházel z akvarelu Henryho Corboulda a předpokládá se, že jej vyryl Frederick Heath. Corbould byl autorem i Penny Black, která byla vydána jako první poštovní známka na světě. První várka známek v hodně půl penny v barvě zelené a jednoho penny v barvě modré byla na ostrov odeslána 30. prosince 1851 na palubě lodi RMS Amazon. Loď se ztratila na moři a na ostrov nedorazila. Další zásilky byly odeslány v lednu a únoru 1852, včetně razítka v modrošedé barvě v hodnotě 2 pencí. Místní pošta byla na Barbadosu otevřena 15. dubna 1852 a téhož dne se začaly prodávat i tyto známky. Na známkách nebyla žádná nominální hodnota.

### Pozdější známky

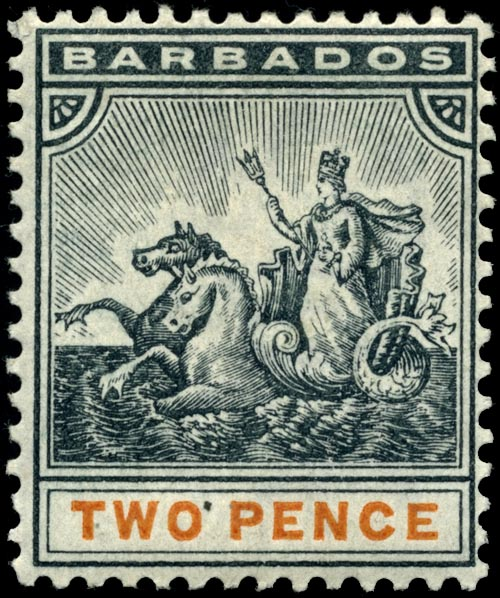
Poštovní známka z roku 1899 v hodně 2 pencí

V roce 1855 obdržel Barbados červenohnědé poštovní známky Sedící Britannie v hodnotě 4 pencí. V roce 1858 se sloučila pobočka British Parcel Agency s barbadoskou poštou. V říjnu 1858 byly na ostrov odeslány poštovní známky v hodnotě 6 pencí a další v hodnotě 1 šilinku. Do roku 1860 byly všechny poštovní známky bez vroubkování. V roce 1873 Barbados obdržel další dvě známky v nominálních hodnotách 3 centy a 5 šilinků. Pravděpodobně měly být určeny na zaplacení poštovních zásilek směřujících do Velké Británie na jiných lodích, než byly běžné poštovní lodi. Poštovní známka v hodnotě 5 šilinků byla připevňována k těžkým poštovním zásilkám.
V březnu 1878 došlo k neočekávanému nedostatku poštovních známek v hodnotě jednoho centu. Aby se situace vyřešila, byly pětišilinkové známky opatřeny potiskem s nominální hodnotou jednoho centu a vertikálním vroubkováním. Obě úpravy těchto známek provedl na Barbadosu West Indian Press. V roce 1874 byla smlouva na výrobu barbadoských poštovních známek ukončena s tiskárnou Perkins Bacon Printing House. Nová smlouva byla uzavřena se společností De La Rue Printing House. Tato společnost použila tiskařské desky, které jí předala předchozí tiskárna.
Koloniální typ známek se na Barbadosu používal až do roku 1882, kdy byly nahrazeny poštovními známkami s podobiznou královny. Do oběhu byly uvedeny dne 28. srpna 1882.

### 20. století

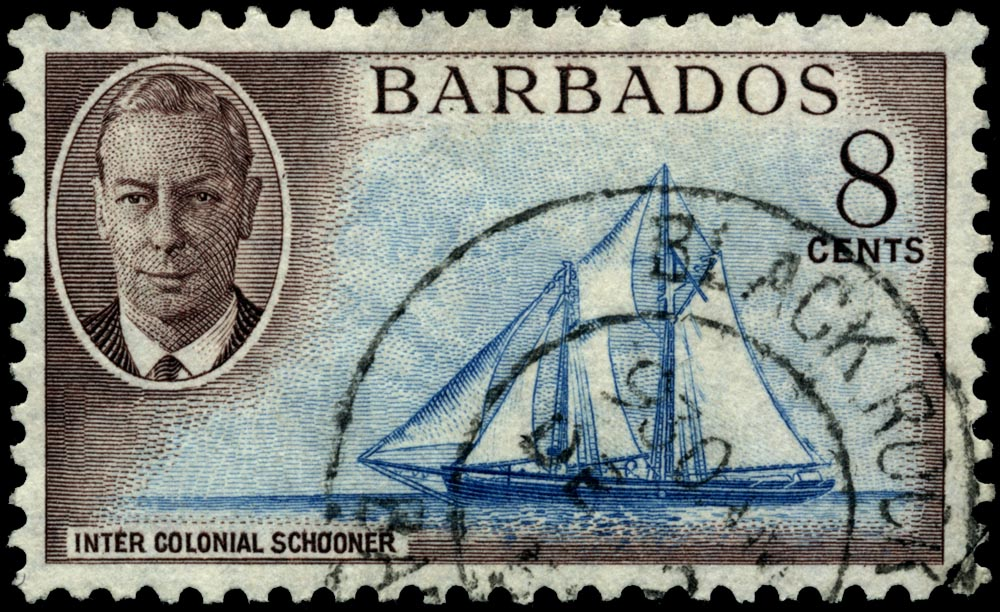
Poštovní známka z roku 1950 s motivem škuneru

Moderní katalogy poštovních známek obsahují více než 1000 různých barbadoských poštovních známek vydávaných od roku 1892. Na těchto známkách jsou nápisy Barbados a Postage & Revenue. První pamětní známky Barbadosu byly vydány v roce 1897.
V letech 1958 až 1962 byl Barbados součástí Západoindické federace, přičemž na poštovních známkách z té doby je uveden nápis The West Indies Federation. Barbados získal samostatnost 16. října 1961 a plně nezávislým v rámci Commonwealthu se stal 30. listopadu 1966. Koloniální poštovní známky se na Barbadosu objevovaly až do roku 1966. Pamětní známka věnovaná nezávislosti začala být na ostrově prodávána téhož roku a měla motiv hotelu Hilton a hráče kriketu Garfielda Soberse.